# Aphodius denticulatus
Aphodius denticulatus là một loài bọ cánh cứng trong họ Scarabaeidae. Loài này được Haldeman miêu tả khoa học năm 1848.